# Втрачені обійми
«Втрачені обійми» (ісп. El abrazo partido) — комедія аргентинського режисера Даніеля Бурмана 2004 року. Світова прем'єра стрічки відбулася 9 лютого 2004 року на 54-му Берлінському кінофестивалі, де вона здобула «Срібного ведмедя».

## Сюжет
Дія фільму відбувається у Буенос-Айресі у районі Онсе. Головний герой стрічки молодий аргентинський єврей польського походження Аріель Макаров живе з матір'ю і братом, проводячи більшість часу у магазині нижньої білизни, який залишився його родині від батька, що полишив їх, пішовши на війну Йом-Кіпур 1973 року. Водночас Аріель намагається отримати польське громадянство, щоб переїхати до Європи, визначити статус своїх стосунків з дівчиною, дізнатися щось про батька та знайти своє місце у житті.

## У ролях
- Даніель Хендлер — Аріель Макаров
- Адріана Айцемберг — Соня Макаров, мати Аріеля
- Хорхе Д'Еліа — Еліас Макаров, батько Аріеля
- Серхіо Боріс — Хосеф Макаров, брат Аріеля
- Росіта Лонднер — бабуся Аріеля
- Дієго Король — Мітельман
- Сільвіна Боско — Ріта
- Ісаак Фахм — Освальдо
- Меліна Петріелья — Естела
- Атіліо Поссобон — батько Салігані
- Моніка Кабрера — мати Салігані
- Хуан Хосе Флорес Кіспе — Рамон
- Франсіско Пінто — Херардо
- Едуардо Вігутов — Моше Левін
- Каталіна Чо — Хо Кім
- Пабло Кім — Кім

## Нагороди і номінації
Загалом стрічка отримала 10 нагород і 10 номінацій, зокрема:
- на Берлінському кінофестивалі:
  - «Срібний ведмідь» найкращому актору
  - Гран-прі «Срібний ведмідь»
  - номінацію на «Золотого ведмедя»
- номінацію на найкращий фільм на фестивалі у Мар-дель-Платі
- «Срібний кондор» Аргентинської асоціації кінокритиків найкращій акторці другого плану